# مايكل بينار
مايكل بينار (بالإنجليزية: Michael Pienaar)‏ (10 يناير 1978 - ) هو لاعب كرة قدم ناميبي، يلعب كمدافع، شارك في كأس الأمم الأفريقية 2008.

## مسيرته

### مسيرته مع المنتخبات الوطنية
- 2001 - 2010 لعب مع منتخب ناميبيا لكرة القدم 36 مباراة سجل خلالها هدفين.

## روابط خارجية
- مايكل بينار على موقع الاتحاد الدولي (مؤرشف)  (الإنجليزية)
- مايكل بينار على موقع قاعدة بيانات كرة القدم.إي يو (الإنجليزية)
- مايكل بينار على موقع بيانات كرة القدم. دي إي (الألمانية)
- مايكل بينار على موقع ناشيونال فوتبول تيمز (الإنجليزية)
- مايكل بينار على موقع Soccerway.com (الإنجليزية)
- مايكل بينار على موقع عالم كرة القدم.نت (الإنجليزية)